# Запитів (станція)
Запитів — проміжна залізнична станція 5-го класу Львівської дирекції Львівської залізниці на неелектрифікованій лінії Підзамче — Ківерці між станціями Дубляни-Львівські (11 км) та Колодно (7 км). Розташована у однойменному смт Запитів Львівського району Львівської області.

## Історія
Станція відкрита 18 жовтня 1909 року, одночасно з введенням в експлуатацію лінії Підзамче — Стоянів.

## Пасажирське сполучення
На станції зупиняються приміські поїзди сполученням Львів — Сокаль та Львів —Стоянів.